# Marino Pusic
Marino Pusic (Mostar, 18 augustus 1971) is een Bosnisch-Kroatisch voormalig voetballer en huidig voetbaltrainer met tevens de Nederlandse nationaliteit. Hij is een broer van voormalig handbalster Irina Pusic.

## Carrière
Pusic speelde in de jeugd voor Velez Mostar en kwam in 1989 bij De Graafschap. Daar debuteerde hij op 3 september 1989 als invaller voor het laatste kwartier in de wedstrijd in de eerste ronde van de KNVB Beker uit bij SV Marken (0-3). Medio 1990 vertrok Pusic naar Go Ahead Eagles. Hij werd al snel opgepikt door Rode Ster Belgrado waar hij niet tot de selectie voor het eerste team behoorde dat in het seizoen 1990/91 de Europacup 1 won. In het seizoen 1991/92 speelde hij voor zijn jeugdclub Velez Mostar waarna hij door het uitbreken van de Joegoslavische oorlogen terugkeerde naar Doetinchem.
Hij ging weer voor De Graafschap spelen waar hij in het tweede zat. In 1993 ging hij voor VV Rheden in de Hoofdklasse spelen. In de zomer van 1994 was hij op proef bij 1. FC Köln. Hoewel de club te veel buitenlandse spelers had, tekende Pusic in oktober 1994 een driejarig contract. Hij speelde daardoor in het tweede team en ging in het seizoen 1995/96 in België voor KAS Eupen spelen in de Derde klasse B. Hierna speelde hij tot medio 2000 voor SV Babberich in de Hoofdklasse. Met Babberich won hij de KNVB Beker voor amateurs in 1997. In de finale in Stadion De Kuip in Rotterdam scoorde Pusic beide doelpunten in de 2-0 overwinning op VV SHO. Hij miste de laatste wedstrijden in 2000 waarin de club degradeerde omdat hij niet meer welkom was, aangezien hij al aangegeven had te vertrekken. Begin 1999 sloeg hij nog een overstap naar Croatia Zagreb af. In het seizoen 2000/01 kwam hij uit voor De Treffers.
Als speler en als trainer was hij ook actief in het zaalvoetbal. Naast het voetbal was Pusic zeventien jaar werkzaam op een internaat voor jongeren met gedragsproblemen. Pusic was trainer in de Vitesse/AGOVV Voetbal Academie en assistent-trainer bij NAC Breda, Inter Bakoe en FC Twente. Op 18 oktober 2017 werd hij bij FC Twente aangesteld als ad interim-hoofdtrainer na het vertrek van René Hake. Op 29 oktober 2017 werd met Gertjan Verbeek een nieuwe hoofdtrainer aangetrokken, waarop Pusic weer terugtrad in zijn rol als assistent. Toen Verbeek op 26 maart 2018 ontslagen werd, werd Pusic wederom ad interim-hoofdtrainer. FC Twente eindigde als laatste en degradeerde uit de Eredivisie.
Hoewel hij in eerste instantie als ad interim-hoofdtrainer van FC Twente was benoemd, werd op 16 juni 2018 bekend dat hij in het seizoen 2018/19 vaste hoofdtrainer wordt van de club, met Gonzalo García García als assistent. Onder zijn leiding werd FC Twente in het seizoen 2018/19 kampioen van de Eerste divisie en promoveerde terug naar de Eredivisie. Op 7 mei 2019 werd zijn nog een seizoen doorlopend contract ontbonden. Pusic werd uitgeroepen tot trainer van het jaar 2018/19 van de Eerste divisie.
Op 28 mei 2019 werd bekend dat Pusic assistent-trainer wordt bij AZ. 
Nadat eerder hoofdtrainer Arne Slot al op non-actief werd gesteld omdat hij onderhandelde met Feyenoord, werd Pusic op non-actief gesteld door AZ toen bekend werd dat hij Slot zou volgen naar Feyenoord. Als assistent bij Feyenoord won hij de Eredivisie 2022/23. Op 24 oktober 2023 werd hij gepresenteerd als nieuwe hoofdtrainer van het Oekraïense FK Sjachtar Donetsk. Hij ondertekende een contract tot het einde van het seizoen 2025/26.
2 Traoré ·
4 Franjić ·
5 Bondar ·
6 Stepanenko  ·
7 Eguinaldo ·
8 Kryskiv ·
9 Sjved ·
10 Soedakov ·
11 Zoebkov ·
12 Puzankov ·
13 Pedrinho ·
14 Sikan ·
16 Azarovi ·
17 Tobias ·
18 Ghram ·
20 Hloesjtsjenko ·
21 Bondarenko ·
22 Matvijenko ·
24 Tsoekanov ·
26 Konoplja ·
29 Nazaryna ·
30 Gomes ·
31 Riznyk ·
37 Kevin ·
38 Pedrinho ·
39 Newerton ·
48 Tvardovskyj ·
72 Fesjoen ·
74 Faryna ·
Coach: Pusic
· Assistent-coach: Stanić
· Assistent-coach: Van der Weerden
· Keeperstrainer: Van der Gouw
· Keeperstrainer: Pjatov